# Eduardo de la Torre
Eduardo "Yayo" de la Torre Menchaca (Guadalajara, 4 de desembre de 1962) és un exfutbolista internacional mexicà, actualment entrenador del Morelia. Ha entrenat també entre d'altres els CD Guadalajara, Santos Laguna i Chiapas.
El desembre de 2010 fou designat com un dels entrenadors assistents del seu cosí José Manuel de la Torre a la selecció de futbol de Mèxic.